# رائول گوت
رائول گوت (فرانسوی: Raoul Got‎; ۱۱ اکتبر ۱۹۰۰ – ۲۰ نوامبر ۱۹۵۵) بازیکن راگبی ۱۵ نفره اهل فرانسه بود.